# 夕焼けワイド
夕焼けワイド（ゆうやけわいど）とは、静岡放送（SBSラジオ）で、平日午後4時35分から放送されていたワイド番組である。2008年3月で終了。
2008年12月時点では同じ時間帯でEVENING WAVE（2008年10月 - ）が放送されている。

## 放送時間
- 月曜日～金曜日 午後4:35 - 6:10（JST）

## パーソナリティ
- 大石岳志（月曜日 - 木曜日）
- 岡村久則（金曜日）

## タイムテーブル
- 16:35 オープニング
- 16:37 交通情報（提供：パチンコフジコー、水曜）
- 16:40 夕焼けニュースファイル・天気予報
- 16:44 スポーツ&ミュージックボックス
- 16:50 TOYOTA情報キャッチアップ（提供：静岡県トヨタ販売店グループ）
- 17:00 ニュース・パレード（提供：ダイハツ、YKK AP）
- 17:15 トヨタ うわさの調査隊（提供：トヨタとトヨタの販売店）
- 17:30 JRN NEWS ネットワークTODAY（提供：NGKスパークプラグ）
- 17:39 ネットワークフラッシュ
- 17:41 ほっとインフォメーション
- 17:46 交通情報、地震ワンポイント
提供：大豊株式会社（月・水・金）、日星石油（火・木）、レリコム（金）
- 17:50 ENEOSクルージングタイム 中村雅俊マイホームページ（提供：ENEOS）
- 18:00 SBSニュースジャンクション（提供：月・水のみミサワホーム静岡）
- 18:07 天気予報、エンディング